# Run with the Pack
| 전문가 평가              | 전문가 평가 |
| 평가 점수                | 평가 점수   |
| 출처                     | 점수        |
| ------------------------ | ----------- |
| AllMusic                 | [ 1 ]       |
| Christgau's Record Guide | B−          |
| Rolling Stone            | positive    |

《Run with the Pack》은 영국의 하드 록 슈퍼그룹 배드 컴퍼니의 세 번째 스튜디오 음반이다. 이 음반은 1976년 1월 30일, 아일랜드 레코드를 통해 발매되었다. 이 음반은 1975년 9월, 엔지니어 론 네비슨과 함께 롤링 스톤스 이동식 트럭을 사용하여 프랑스에서 녹음되었으며, 에디 크레이머가 로스앤젤레스에서 믹싱했다. 이 음반은 힙노시스의 작품이 없는 유일한 오리지널 배드 컴퍼니 음반으로, 대신 존 코시의 작품이 수록되었다.

## 배경
이 음반은 영국 음반 차트에서 4위, 미국 빌보드 200 차트에서 5위를 기록했다. 미국에서만 100만 장이 팔렸다.
코스터스의 싱글 〈Young Blood〉의 커버곡은 20위로 정점을 찍었다. 이 음반은 또한 록 라디오 클래식 〈Silver〉, 〈Blue and Gold〉, 〈Live for the Music〉, 그리고 타이틀곡을 탄생시켰다. 〈Silver, Blue & Gold〉는 싱글로 발매된 적은 없지만, 밴드에서 가장 인기 있는 곡 중 하나이다.
《캐시박스》는 〈Do Right by Your Woman〉에 대해 "12개의 현으로 구성된 어쿠스틱 넘버"라며 "조화가 뛰어나며 때로는 크로스비, 스틸스, 내시 & 영을 연상시키기도 하고, 낮은 하모닉 필링을 자랑한다"고 말했다.

## 곡 목록
| #  | 제목                   | 작사·작곡                                 | 재생 시간 |
| -- | ---------------------- | ----------------------------------------- | --------- |
| 1. | 〈Live for the Music〉 | 믹 랠프스                                 | 3:58      |
| 2. | 〈Simple Man〉         | 랠프스                                    | 3:37      |
| 3. | 〈Honey Child〉        | 폴 로저스, 랠프스, 보즈 버렐, 사이먼 커크 | 3:15      |
| 4. | 〈Love Me Somebody〉   | 로저스                                    | 3:09      |
| 5. | 〈Run with the Pack〉  | 로저스                                    | 5:21      |

| #   | 제목                       | 작사·작곡                           | 재생 시간 |
| --- | -------------------------- | ----------------------------------- | --------- |
| 6.  | 〈Silver, Blue & Gold〉    | 로저스                              | 5:03      |
| 7.  | 〈Young Blood〉            | 제리 리버, 마이크 스톨러, 독 포머스 | 2:37      |
| 8.  | 〈Do Right by Your Woman〉 | 로저스                              | 2:51      |
| 9.  | 〈Sweet Lil' Sister〉      | 랠프스                              | 3:29      |
| 10. | 〈Fade Away〉              | 로저스                              | 2:54      |

## 인증
| 국가                       | 인증     | 판매량/출하량 |
| -------------------------- | -------- | ------------- |
| 영국 (BPI)                 | 골드     | 100,000^      |
| 미국 (RIAA)                | 플래티넘 | 1,000,000^    |
| ^출하량을 기반으로 한 인증 |          |               |